# Palace Hôtel (Perth)
Pour l’article homonyme, voir Palace Hôtel.
Le Palace Hôtel est un bâtiment classé situé à Perth, en Australie.